# Mistrzostwa Świata w Lekkoatletyce 2015 – pchnięcie kulą mężczyzn
Pchnięcie kulą mężczyzn – jedna z konkurencji technicznych rozgrywanych podczas lekkoatletycznych mistrzostw świata na Stadionie Narodowym w Pekinie.
Tytułu mistrzowskiego nie obronił Niemiec David Storl.

## Terminarz
| Data        | Godzina |            |
| ----------- | ------- | ---------- |
| 23 sierpnia | 10:05   | Eliminacje |
| 23 sierpnia | 19:30   | Finał      |

## Rekordy
Tabela prezentuje rekord świata, rekordy poszczególnych kontynentów, mistrzostw świata, a także najlepszy rezultat na świecie w sezonie 2015 przed rozpoczęciem mistrzostw.
|                            | Zawodnik                     | Wynik | Miejsce     | Data                  |
| -------------------------- | ---------------------------- | ----- | ----------- | --------------------- |
| Rekord świata              | Randy Barnes                 | 23,12 | Los Angeles | 20 maja 1990(dts)     |
| Listy światowe             | Joe Kovacs                   | 22,56 | Monako      | 17 lipca 2015(dts)    |
| Rekord mistrzostw świata   | Werner Günthör               | 22,23 | Rzym        | 29 sierpnia 1987(dts) |
| Rekord Afryki              | Janus Robberts               | 21,97 | Eugene      | 2 czerwca 2001(dts)   |
| Rekord Ameryki Południowej | Germán Lauro                 | 21,26 | Doha        | 10 maja 2013(dts)     |
| Rekord Ameryki Północnej   | Randy Barnes                 | 23,12 | Los Angeles | 20 maja 1990(dts)     |
| Rekord Australii i Oceanii | Tomas Walsh                  | 21,50 | Mutterstadt | 25 lipca 2015(dts)    |
| Rekord Azji                | Sultan Abdulmajeed Al-Hebshi | 21,13 | Doha        | 8 maja 2009(dts)      |
| Rekord Europy              | Ulf Timmermann               | 23,06 | Seul        | 22 maja 1988(dts)     |

## Minima kwalifikacyjne
Aby zakwalifikować się do mistrzostw, należało wypełnić minimum kwalifikacyjne wynoszące 20,45 (uzyskane w okresie od 1 października 2014 do 10 sierpnia 2015).

## Rezultaty

### Eliminacje
Awans: 20,65 m (Q) lub 12 najlepszych rezultatów (q).
| Pozycja | Grupa | Zawodnik           | Państwo              | #1    | #2    | #3    | Wynik | Uwagi |
| ------- | ----- | ------------------ | -------------------- | ----- | ----- | ----- | ----- | ----- |
| 1.      | A     | Joe Kovacs         | Stany Zjednoczone    | 20,28 | 21,36 |       | 21,36 | Q     |
| 2.      | B     | David Storl        | Niemcy               | 21,26 |       |       | 21,26 | Q     |
| 3.      | A     | Reese Hoffa        | Stany Zjednoczone    | 20,75 |       |       | 20,75 | Q     |
| 4.      | B     | Germán Lauro       | Argentyna            | 20,64 | x     |       | 20,64 | q     |
| 5.      | B     | Christian Cantwell | Stany Zjednoczone    | 19,61 | x     | 20,63 | 20,63 | q     |
| 6.      | B     | O’Dayne Richards   | Jamajka              | 20,55 | 20,01 | x     | 20,55 | q     |
| 7.      | A     | Tomas Walsh        | Nowa Zelandia        | x     | 20,49 | 20,31 | 20,49 | q     |
| 8.      | A     | Indrajit Singh     | Indie                | 19,15 | x     | 20,47 | 20,47 | q     |
| 9.      | A     | Asmir Kolašinac    | Serbia               | 19,35 | 20,37 | 20,22 | 20,37 | q     |
| 10.     | A     | Tomasz Majewski    | Polska               | 20,13 | 20,11 | 20,34 | 20,34 | q     |
| 11.     | A     | Jan Marcell        | Czechy               | 20,32 | 19,47 | x     | 20,32 | q     |
| 12.     | B     | Jacko Gill         | Nowa Zelandia        | 19,93 | 19,94 | 19,79 | 19,94 | q     |
| 13.     | B     | Jordan Clarke      | Stany Zjednoczone    | 19,29 | 19,88 | 19,89 | 19,89 |       |
| 14.     | A     | Bob Bertemes       | Luksemburg           | 19,87 | 19,60 | 19,64 | 19,87 | NR    |
| 15.     | A     | Darlan Romani      | Brazylia             | 19,86 | 19,06 | 19,41 | 19,86 |       |
| 16.     | A     | Aleksandr Lesnoj   | Rosja                | 19,29 | 19,78 | x     | 19,78 |       |
| 17.     | B     | Andrei Gag         | Rumunia              | x     | 19,74 | x     | 19,74 |       |
| 18.     | A     | Mostafa Amr Hassan | Egipt                | 18,97 | 19,42 | 19,65 | 19,65 |       |
| 19.     | B     | Tomáš Staněk       | Czechy               | 19,64 | 19,05 | x     | 19,64 |       |
| 20.     | B     | Tim Nedow          | Kanada               | 19,41 | x     | 19,63 | 19,63 |       |
| 21.     | B     | Franck Elemba      | Kongo                | 18,59 | 19,40 | 19,28 | 19,40 |       |
| 22.     | B     | Maksim Sidorow     | Rosja                | x     | 19,35 | 19,28 | 19,35 |       |
| 23.     | B     | Marin Premeru      | Chorwacja            | x     | 19,33 | x     | 19,33 |       |
| 24.     | A     | Borja Vivas        | Hiszpania            | 18,88 | 19,19 | 19,28 | 19,28 |       |
| 25.     | A     | Jaco Engelbrecht   | Południowa Afryka    | 19,04 | x     | x     | 19,04 |       |
| 26.     | A     | Tsanko Arnaudov    | Portugalia           | 18,01 | 18,85 | x     | 18,85 |       |
| 27.     | B     | Orazio Cremona     | Południowa Afryka    | x     | 18,63 | x     | 18,63 |       |
| 28.     | B     | Hamza Alić         | Bośnia i Hercegowina | x     | 18,62 | x     | 18,62 |       |
| –       | B     | Konrad Bukowiecki  | Polska               | x     | x     | x     | NM    |       |
| –       | B     | Georgi Iwanow      | Bułgaria             | x     | x     | x     | NM    |       |
| –       | A     | Kemal Mešić        | Bośnia i Hercegowina |       |       |       | DNS   |       |

### Finał
| Pozycja | Zawodnik           | Państwo           | # 1   | # 2   | # 3   | # 4   | # 5   | # 6   | Wynik | Uwagi |
| ------- | ------------------ | ----------------- | ----- | ----- | ----- | ----- | ----- | ----- | ----- | ----- |
| 01 !    | Joe Kovacs         | Stany Zjednoczone | 21,23 | 20,48 | x     | 21,67 | 21,93 | 21,66 | 21,93 |       |
| 02 !    | David Storl        | Niemcy            | x     | 21,46 | x     | 20,44 | 21,74 | 21,28 | 21,74 |       |
| 03 !    | O’Dayne Richards   | Jamajka           | x     | 20,79 | 21,69 | x     | 20,54 | x     | 21,69 | =     |
| 4.      | Tomas Walsh        | Nowa Zelandia     | 20,05 | x     | 20,64 | 21,58 | 21,01 | x     | 21,58 | OC    |
| 5.      | Reese Hoffa        | Stany Zjednoczone | 20,61 | 20,72 | x     | 20,31 | 21,00 | x     | 21,00 |       |
| 6.      | Tomasz Majewski    | Polska            | 20,57 | 20,82 | 20,17 | 20,59 | 20,50 | x     | 20,82 | SB    |
| 7.      | Asmir Kolašinac    | Serbia            | x     | 20,11 | 20,36 | x     | x     | 20,71 | 20,71 |       |
| 8.      | Jacko Gill         | Nowa Zelandia     | 19,99 | 20,11 | 19,54 | 19,44 | 19,54 | 19,49 | 20,11 |       |
| 9.      | Germán Lauro       | Argentyna         | 19,70 | x     | x     |       |       |       | 19,70 |       |
| 10.     | Jan Marcell        | Czechy            | x     | 19,00 | 19,69 |       |       |       | 19,69 |       |
| 11.     | Indrajit Singh     | Indie             | 19,52 | x     | 18,68 |       |       |       | 19,52 |       |
| –       | Christian Cantwell | Stany Zjednoczone |       |       |       |       |       |       | DNS   | DNS   |